# Krzysztof Papis
Krzysztof Antoni Papis – polski lekarz weterynarii, doktor habilitowany nauk rolniczych, adiunkt w Szkole Głównej Gospodarstwa Wiejskiego w Warszawie, specjalista od biotechnologii.

## Kariera naukowa
W 1978 roku na Wydziale Medycyny Weterynaryjnej Szkoły Głównej Gospodarstwa Wiejskiego w Warszawie uzyskał tytuł lekarza weterynarii. W 1991 roku na tym samym wydziale uzyskał stopień doktora nauk weterynaryjnych na podstawie rozprawy pt. Ocena skuteczności działania wybranych środków osłaniających w procesie zamrażania zarodków królika, której promotorem był Zdzisław Boryczko. W 2014 roku uzyskał w Instytucie Genetyki i Biotechnologii Zwierząt Polskiej Akademii Nauk stopień doktora habilitowanego nauk rolniczych w dyscyplinie zootechniki. W latach 1979–2020 również pracował w tymże instytucie. W 2019 roku został zatrudniony w Szkole Głównej Gospodarstwa Wiejskiego.